# تاناینا، آلاسکا
تاناینا (به انگلیسی: Tanaina) شهری در بخش ماتانوسکا-سوسیتنا ایالت آلاسکا است که جمعیت آن در سرشماری سال ۲۰۰۰ میلادی ۴۹۹۳ نفر بوده‌است.